# Cantone di Beaune-Nord
Il Cantone di Beaune-Nord era una divisione amministrativa dell'arrondissement di Beaune.
A seguito della riforma approvata con decreto del 18 febbraio 2014, che ha avuto attuazione dopo le elezioni dipartimentali del 2015, è stato soppresso.

## Composizione
Comprendeva parte della città di Beaune e i comuni di:
- Aloxe-Corton
- Auxey-Duresses
- Bouilland
- Bouze-lès-Beaune
- Échevronne
- Mavilly-Mandelot
- Meloisey
- Meursault
- Monthelie
- Nantoux
- Pernand-Vergelesses
- Pommard
- Savigny-lès-Beaune
- Volnay